# Berengarius van Orange
Berengarius of Aimar Bérenger de Morges (Spanje, eind 11e eeuw – Orange, 27 augustus 1127) was bisschop van Orange van 1107 tot 1127, in het prinsdom Orange (Heilige Roomse Rijk). Op bevel van paus Paschalis II zette hij voor korte duur de patriarch van Jeruzalem af (1115-1116), namelijk Arnulf van Chocques.

## Levensloop

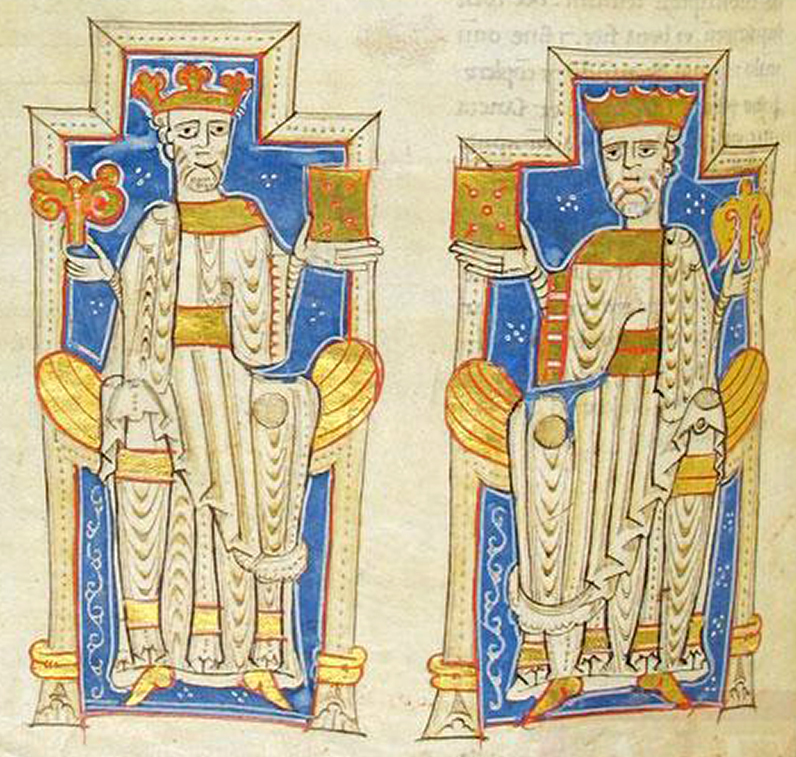
Vriendschapsverdrag tussen Alfons van Toulouse, markgraaf van Provence (rechts), en Raymond Berengarius III van Barcelona, graaf van Provence (links). Alfons steunde de Spaanse bisschop van Orange.

Berengarius was van oorsprong een Spanjaard uit een adellijke familie. Als kind werd hij opgevoed in de abdij van Sint-Rufus in Valence, gelegen in het prinsdom Dauphiné in het Heilige Roomse Rijk. Berengarius werd er later benoemd tot een kanunnik van Sint-Rufus. De kanunniken in deze abdij leefden volgens de regel van Rufus van Avignon. 
Op 27 augustus 1107 koos het kapittel van de kathedraal van Orange hem tot bisschop. Berengarius was een van de weinige Spanjaarden die bisschop werd in het markgraafschap Provence.
Berengarius ontving de bisschopswijding in de kathedraal van Orange, uit handen van de aartsbisschop van Arles (1107). Provençaalse bisschoppen vielen Berengarius aan, omdat zij de recente splitsing van de bisdommen Orange en Saint-Paul-Trois-Châteaux afkeurden. Deze splitsing was een politieke kwestie aangezien de prinsen van Orange er lang voor geijverd hadden. Een synode van bisschoppen in Vienne (1112) gaf geen oplossing. Paus Paschalis II hakte de knoop door en bezorgde aan Berengarius een pauselijke brief waarin hij de splitsing goedkeurde (1113).
Berengarius liet het bisdom Orange achter zich en trok op bevel van paus Paschalis II naar Rome (1114). Paschalis II benoemde hem tot pauselijk legaat en stuurde hem naar het koninkrijk Jeruzalem, een van de kruisvaardersstaten. In 1115 leidde legaat Berengarius een concilie in Jeruzalem; hierin voerde hij voerde het pauselijk bevel uit dat patriarch Arnulf van Chocques afzette. De reden was wangedrag. De patriarch reisde af naar Rome om rechtstreeks bij Paschalis II zijn onschuld te bepleiten. De bisschoppen van de kruisvaardersstaten duwden Berengarius naar voren als nieuwe patriarch van Jeruzalem doch hij weigerde. Berengarius stelde dan maar een bewindvoerder aan: priester Garimond uit het bisdom Amiens (1115-1116). Paschalis II riep Berengarius terug naar Rome; ondertussen keerde Arnulf van Chocques terug naar Jeruzalem, want de paus vond hem onschuldig.
Terug in Orange stelde bisschop Berengarius vast dat het dispuut over de splitsing van de bisdommen Orange en Saint-Paul-Trois-Châteaux in heftigheid verder liep (1116). Paus Calixtus II kreeg het dispuut ook niet opgelost en zijn opvolger, Honorius II, bevestigde de splitsing pas in het jaar 1124.
In het bisdom Orange hervormde Berengarius de financiën van het bisschoppelijk hof en van het kapittel van kanunniken. Zo voerde hij maatregelen in tot soberheid, die gekopieerd waren van de regels van de Reguliere kanunniken van Sint-Rufus. Van Alfons, graaf van Toulouse en markgraaf van de Provence, ontving hij verschillende gebouwen en terreinen. Berengarius liet de hospitaalridders van Sint-Jan een gasthuis uitbouwen in Orange; zowat de helft van het vastgoed van Orange geraakte in bezit van de hospitaalridders.
Na zijn dood in 1127 richtte het kapittel een marmeren gedenksteen op in het kapittelhuis. Hierin werd herinnerd dat hij ooit een Spaanse edelman was (nobilis Hispanus) en een pauselijke legaat in Jeruzalem (legatus Jerosolima). In de 16e eeuw sloegen hugenoten de gedenksteen stuk, tijdens de Franse godsdienstoorlogen.